# Tony Lochhead
Tony James Lochhead (* 12. ledna 1982, Tauranga, Severní ostrov, Nový Zéland) je novozélandský fotbalový obránce a reprezentant, od roku 2015 bez angažmá.

## Klubová kariéra
- Tauranga City United AFC (mládež)
- UC Santa Barbara Gauchos (mládež)
- Orange County Blue Star 2004
- New England Revolution 2005–2007
- Wellington Phoenix FC 2007–2013
- CD Chivas USA 2014

## Reprezentační kariéra
V A-mužstvu Nového Zélandu debutoval v roce 2003.
Zúčastnil se MS 2010 v Jihoafrické republice.